# Azali (film)
Azali è un film del 2018 diretto da Kwabena Gyansah.
Si tratta del primo film prodotto interamente in Ghana ad essere stato selezionato per la candidatura all'Oscar al miglior film in lingua straniera.

## Trama
Nel villaggio di Zebilla nel nord del Ghana, la giovanissima Amina è già in età da marito e la nonna vorrebbe darla ad un anziano benestante, del quale sarebbe la quarta moglie.
Rukaya, madre di Amina, si oppone ma poi non sa dare un futuro migliore alla figlia che quello di indirizzarla verso il Burkina Faso, tramite un'organizzazione che ha praticamente già rastrellato tutte le giovani del villaggio per questa destinazione.
L'organizzazione è in realtà un'associazione malavitosa, ma Amina ha la fortuna che il carico di cui fa parte venga intercettato dalla polizia che poi la destina ad un istituto per giovani in difficoltà. A poco serve reclamare di avere una famiglia, così, insieme ad altri tre ragazzi organizza e realizza una fuga che porta i quattro a Tamale.
Amina vorrebbe tornare a casa, ma Seidu, il più intraprendente dei quattro, dimostrando di poter guadagnare qualcosa, spinge gli altri a seguirlo ad Accra, la grande città piena di opportunità.
Nella capitale la ragazzina, perso di vista Seidu, finisce sotto la protezione di una donna che, dopo le iniziali premure, dimostra attaccamento alla sola pigione che la ragazza deve assicurare ogni giorno se non vuole essere ributtata in strada. Lavorando come facchina il guadagno non è sufficiente e così, seguendo l'esempio di una ragazza che pare passarsela meglio di tutte, comincia a prostituirsi.
Nel frattempo lo zio Akatok è stato mandato ad Accra per ritrovarla ma l'impresa lo impegnerà per mesi.
La ragazza, che ha riallacciato un bel legame con Seidu è stanca della propria condizione e, dopo aver reagito violentemente ad un cliente, decide di avere abbastanza denaro da poter tornare a casa. Va da Seidu per informarlo ma è intercettata dal boss del ragazzo che la violenta, senza che lui possa intervenire.
Restata incinta, deve tirare avanti facendo la facchina, finché all'ottavo mese, dopo aver assistito al linciaggio del caro Seidu, viene finalmente individuata dallo zio che riconosce nel boss dell'amico, nonché suo violentatore, il padre di Amina.
Tornati al villaggio con questa triste realtà, alla nascita del bambino, Akatok è conscio che la tradizione non potrà mai accettarlo e allora fa sì che il segreto resti in famiglia.